# WWE WrestleMania 21
WWE WrestleMania 21 es un videojuego lanzado para la consola Xbox y desarrollado por THQ. Está basado en el evento pay-per-view de la empresa de lucha libre WWE que lleva el mismo nombre WrestleMania 21. Es el sucesor de WWE Raw 2.

## Características
- Cada superestrella tiene su propia voz haciendo más real el juego.
- Durante el modo historia podrás ir modificando a tu superestrella aumentando sus habilidades, cambiando su apariencia, su ropa, su entrada y sus movimientos.
- Las superestrellas y animaciones son muy realistas y de alta tecnología.
- El nuevo sistema de contraataque que te permite contraatacar cualquier movimiento que te haga tu rival.
- Los trucos son más fáciles: en la pantalla donde dice que presiones start presiona L+R+Blanco+Negro+X+Y+B+A al mismo tiempo y desbloqueas todo en la tienda de la WWE pero solo puedes usarlo una vez.

## Jugabilidad
- Singles:
  - Singles Match.
  - Hell in a Cell Match.
  - Ladder Match.
  - Last Man Standing Match.
  - Steel Cage Match.
  - Tables, Ladders and Chairs Match.
  - Tables Match.
  - Bra And Pantis.

- Tag Team:
  - Tag Team Match
  - Tornado Tag Team Match.

- Handicap:
  - 1-on-2 Handicap Tag Team Match.
  - 1-on-2 Tornado Tag Team Handicap Match.
  - 1-on-3 Handicap Tag Team Match.
  - 1-on-3 Tornado Tag Team Handicap Match.

- Triple Threat Match.

- Fatal 4-Way Match.

- Battle Royal Match.

- Royal Rumble Match.

## Roster
- Batista
- Big Show
- Booker T
- Bubba Ray Dudley
- Charlie Haas
- Chavo Guerrero
- Chris Benoit
- Chris Jericho
- Christian
- D-Von Dudley
- Eddie Guerrero
- Edge
- Eugene
- Garrison Cade
- John Bradshaw Layfield
- John Cena
- Kane
- Kurt Angle
- Matt Hardy
- Randy Orton
- René Duprée
- Rey Mysterio
- Rhyno
- Ric Flair
- Rob Van Dam
- Scotty 2 Hotty
- Shawn Michaels
- Shelton Benjamin
- Spike Dudley
- Tajiri
- The Hurricane
- Triple H
- Undertaker
- Val Venis

### Divas
- Lita
- Jazz
- Miss Jackie
- Nidia
- Stacy Keibler
- Trish Stratus

### Leyendas
- André the Giant
- Big Show (Traje alternativo y cabello)
- Bret Hart
- Jimmy Snuka
- Mankind
- Rey Mysterio (Traje alternativo dorado)
- The Rock

### No jugables
- Jerry Lawler
- Jim Ross
- Michael Cole
- Eric Bischoff
- Tazz
- Theodore Long
- Vince McMahon
- Stephanie McMahon

## Arenas
Raw
Smackdown
Velocity
Badd Blood
Royal Rumble
No Way Out
Summerslam
Unforgiven
Armaggedon
Survivor Series
Backlash
Judgement Day
Vengeance
No Mercy
Wrestlemania
Training Facility
Wrestling Club
Gymnasium
Industrial Basement
Civic Center

## Curiosidades
- Este fue el último juego de la WWE en aparecer en la consola original del Xbox.
- El juego cuenta como leyendas a Big Show 2003 y a Rey Mysterio Dorado.(pero los tienes que desbloquear)
- Una superestrella con poca carisma se toma en cuenta como heel mientras que otro con mucha carisma se toma en cuenta como face.
- Este juego cuenta con la misma banda sonora que WWE SmackDown! vs. RAW para PS2, excepto porque tiene cuatro canciones extra: "Rookie of The Year" por Funeral for a Friend, "Anxiety" por Black Eyed Peas, New Medicines por Dead Poetic y Give It All por Rise Against. .
- A veces el referí se puede "equivocar" ya que cuando tu golpeas a tu rival con una arma al que descalifican es a tu oponente.